# Liste der Bodendenkmale in Golzow (Oderbruch)
In der Liste der Bodendenkmale in Golzow (Oderbruch) sind alle Bodendenkmale der brandenburgischen Gemeinde Golzow und ihrer Ortsteile aufgelistet. Grundlage ist die Veröffentlichung der Landesdenkmalliste mit dem Stand vom 31. Dezember 2020.

## Bodendenkmale
| Gemarkung     | Flur | Kurzansprache                                    | Bodendenkmalnummer | Bemerkung | Bild |
| ------------- | ---- | ------------------------------------------------ | ------------------ | --------- | ---- |
| Golzow (Lage) | 4    | Siedlung slawisches Mittelalter                  | 60271              |           |      |
| Golzow (Lage) | 2, 5 | Dorfkern deutsches Mittelalter, Dorfkern Neuzeit | 60272              |           |      |
| Golzow (Lage) | 2    | Siedlung römische Kaiserzeit                     | 60273              |           |      |
| Golzow (Lage) | 4, 5 | Schloss Neuzeit                                  | 60274              |           |      |